# Herman Bing

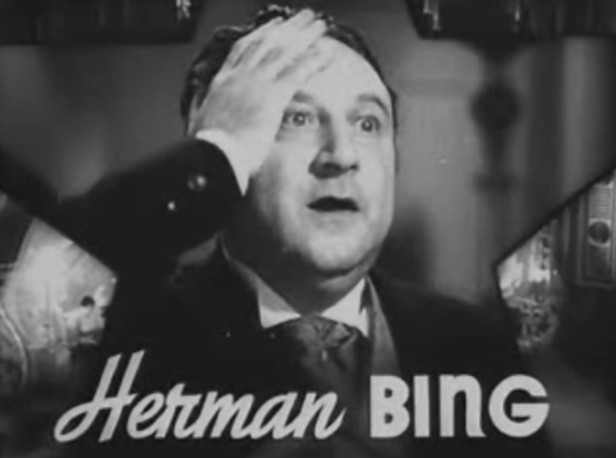
Herman Bing i en filmtrailer.

Herman Bing, född 30 mars 1889 i Frankfurt am Main, Kejsardömet Tyskland, död 9 januari 1947 i Los Angeles, Kalifornien, var en tysk skådespelare. Han följde med regissören F.W. Murnau till Hollywood 1923 som översättare och assistent, och blev under 1930-talet en väl anlitad skådespelare i amerikansk film. Rollerna var oftast små och i det komiska facket. Han gjorde även rösten för cirkusdirektören i den tecknade filmen Dumbo. Totalt medverkade han i över 120 filmer.
Bing ligger begravd på Hollywood Forever Cemetery.

## Filmografi, urval
- 1932 – Paris mysterier
- 1933 – Middag kl. 8
- 1933 – Footlight Parade
- 1933 – Glädjegatan
- 1934 – Glada änkan
- 1934 – Hett om öronen
- 1934 – På väg till Mandalay
- 1934 – Cirkus Barnum
- 1935 – Natten är ung
- 1936 – Human Cargo
- 1936 – Rose-Marie
- 1936 – Den store Ziegfeld
- 1936 – Äventyr i Manhattan
- 1937 – En gång i maj
- 1937 – Mademoiselle Fifi
- 1938 – I de bästa familjer...
- 1938 – Blåskäggs åttonde hustru
- 1938 – En fästmö för mycket
- 1940 – Kärleksdrömmen
- 1941 – Dumbo
- 1945 – Bravaden i Köpenick